# Bhairapur, Ron
Bhairapur là một làng thuộc tehsil Ron, huyện Gadag, bang Karnataka, Ấn Độ.